# نیک میشل
نیک میشل (هلندی: Niek Michel; ۳۰ سپتامبر ۱۹۱۲ – ۲۴ ژوئن ۱۹۷۱) بازیکن فوتبال اهل هلند بود.
از باشگاه‌هایی که در آن بازی کرده‌است می‌توان به باشگاه فوتبال تلستار اشاره کرد.
وی همچنین در تیم ملی فوتبال هلند بازی کرده‌است.